# Reformierte Kirche Hirzel

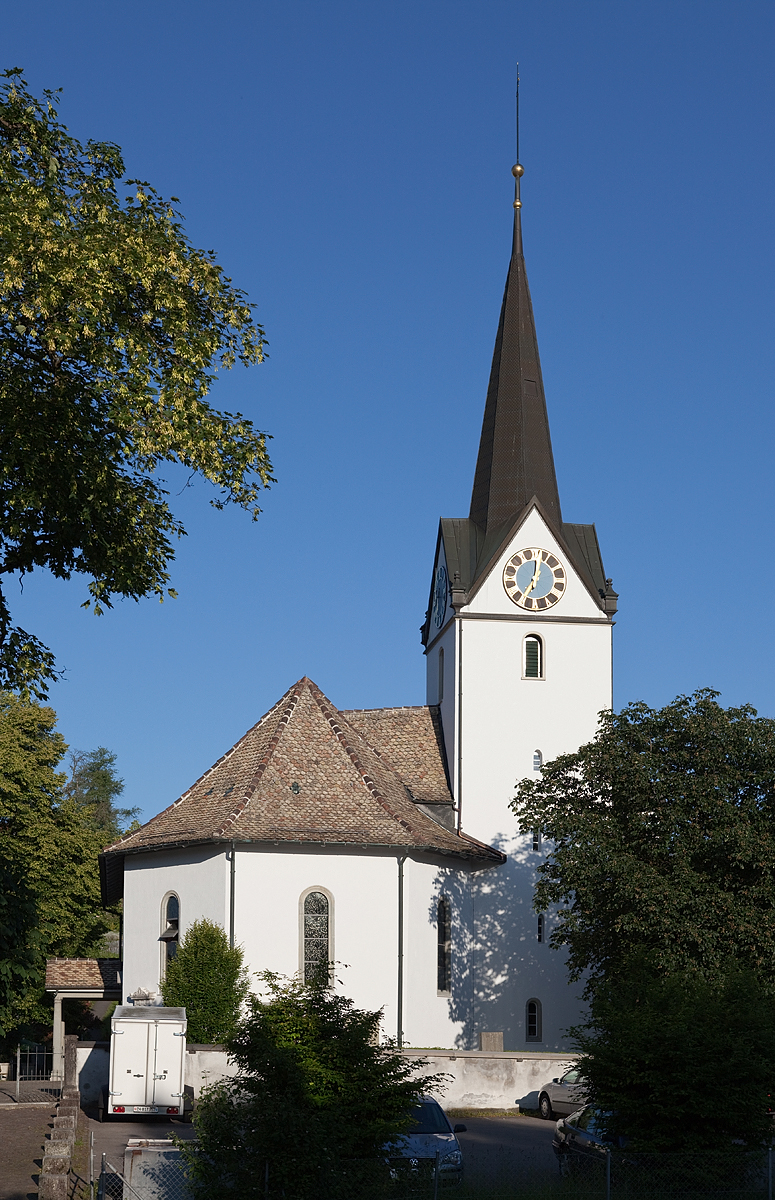
Kirche Hirzel

Die reformierte Kirche Hirzel ist eine barocke Landkirche im Kanton Zürich.

## Geschichte
Die Kirchgemeinde Hirzel wurde mit dem Bau der heutigen Kirche 1620 von Horgen unabhängig. Die Gründung einer eigenen Kirchgemeinde war zum einen auf das Bevölkerungswachstum zurückzuführen, zum anderen spielten die Nähe zum katholischen Kanton Zug und die Täufergemeinde im Hirzel eine Rolle: Die neue Kirche sollte die Präsenz des reformierten Glaubens verstärken. 
1826 bis 1840 hatte der Dichter Salomon Tobler die Pfarrstelle im Hirzel inne.

## Gebäude

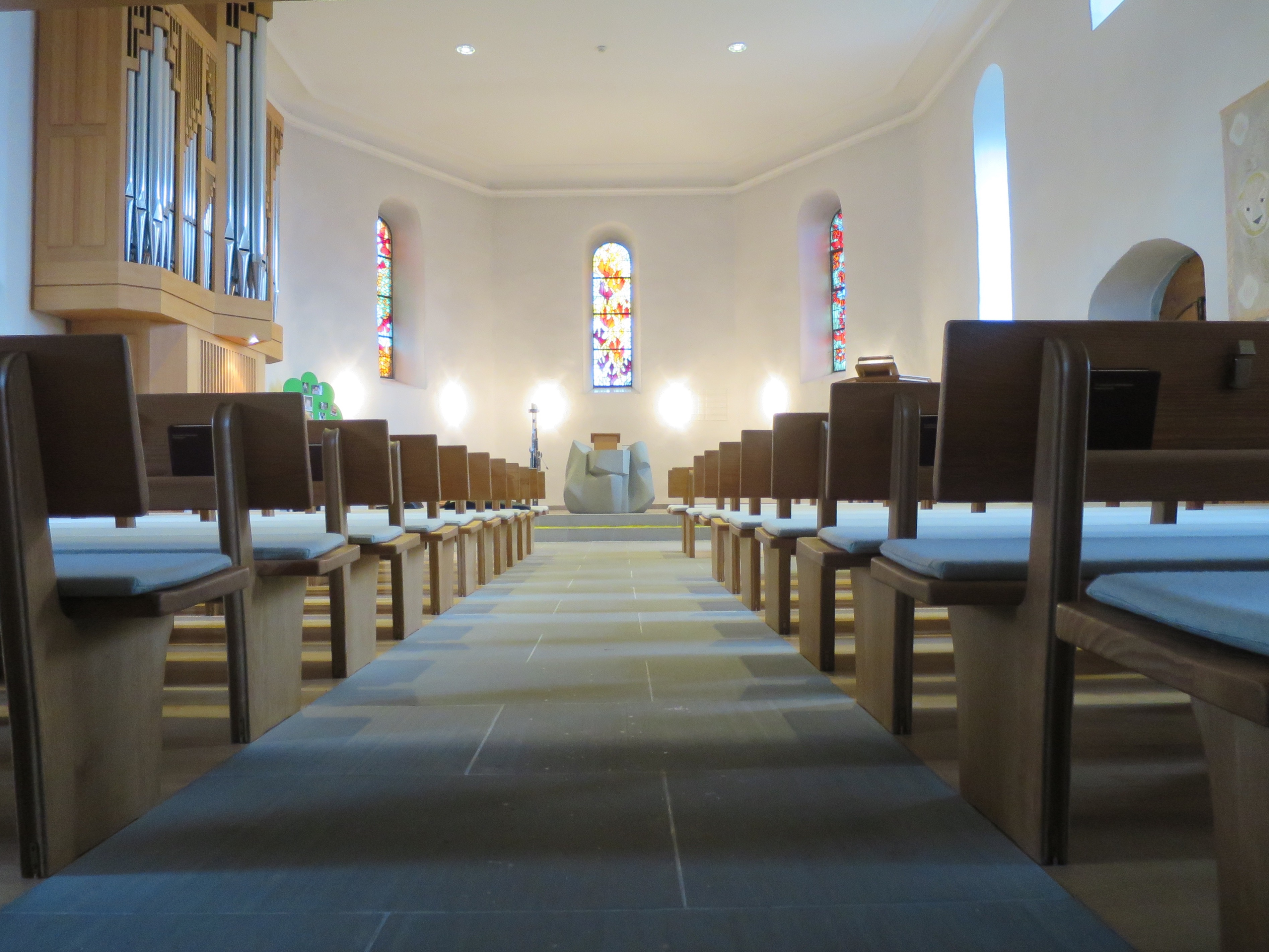
Innenraum

Die Saalkirche mit leicht erhöhtem Polygonalchor wurde 1616–1618 nach Plänen von A. Ziegler errichtet. Seitlich schließt der Turm mit Spitzhelm an. An der Außenseite der Kirche befinden sich wertvolle Epitaphien von Pfarrern aus dem 18. und 19. Jahrhundert.
Die Empore ist über ein Vorzeichen mit steilen Pultdach erreichbar. Die polygonale Kanzel von 1617 ist ein wertvolles Zeugnis frühbarocker Intarsienkunst. Neueren Datums sind der Taufstein von Charlotte Germann-Jahn aus dem Jahr 1972, die Kuhn-Orgel von 1973. Die Farbglasfenster der Brüder von Taizé stellen Gleichnisse aus dem Matthäus-Evangelium dar.